# Jenny Lind
Pour les articles homonymes, voir Lind.
Johanna Maria Lind, plus connue sous le nom de Jenny Lind, est une cantatrice suédoise, née le 6 octobre 1820 à Stockholm et morte le 2 novembre 1887 à Wynd's Point dans le Worcestershire, en Angleterre.

## Biographie

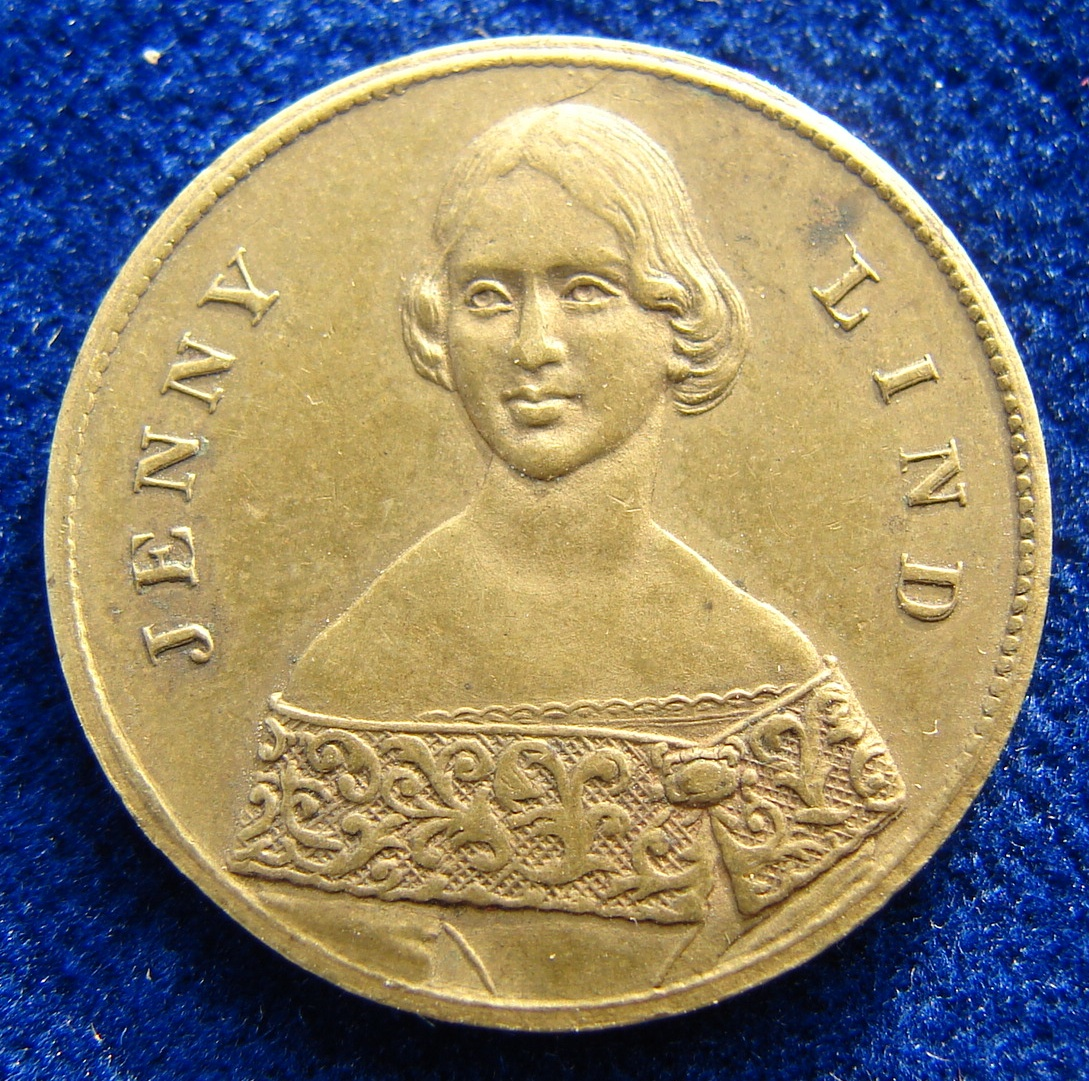
Jenny Lind jeton de sa tournée aux États-Unis, avers.

Fille naturelle, elle est l'élève du compositeur Adolf Fredrik Lindblad qu'elle considère comme son père adoptif. Elle le fuira lorsqu'elle s'apercevra de la cour empressée qu'il lui fait.
Elle est précoce ; à 10 ans, elle a déjà effectué 400 représentations à l'Opéra royal de Stockholm.  Mais sa voix fatiguée est devenue terne. En 1841, elle consulte Manuel Garcia junior, frère de Maria Malibran, expert en physiologie vocale. Il lui prescrit trois mois de silence absolu.

Sa voix revenue, elle fait carrière sur les scènes suédoises et berlinoises (Adalgisa de Norma en 1844), va en Angleterre, mais ne se produira jamais à Paris. Elle se lie d'amitié avec Mendelssohn. À 29 ans, elle fait ses adieux à la scène, mais continuera à chanter en concert pendant 30 ans. 

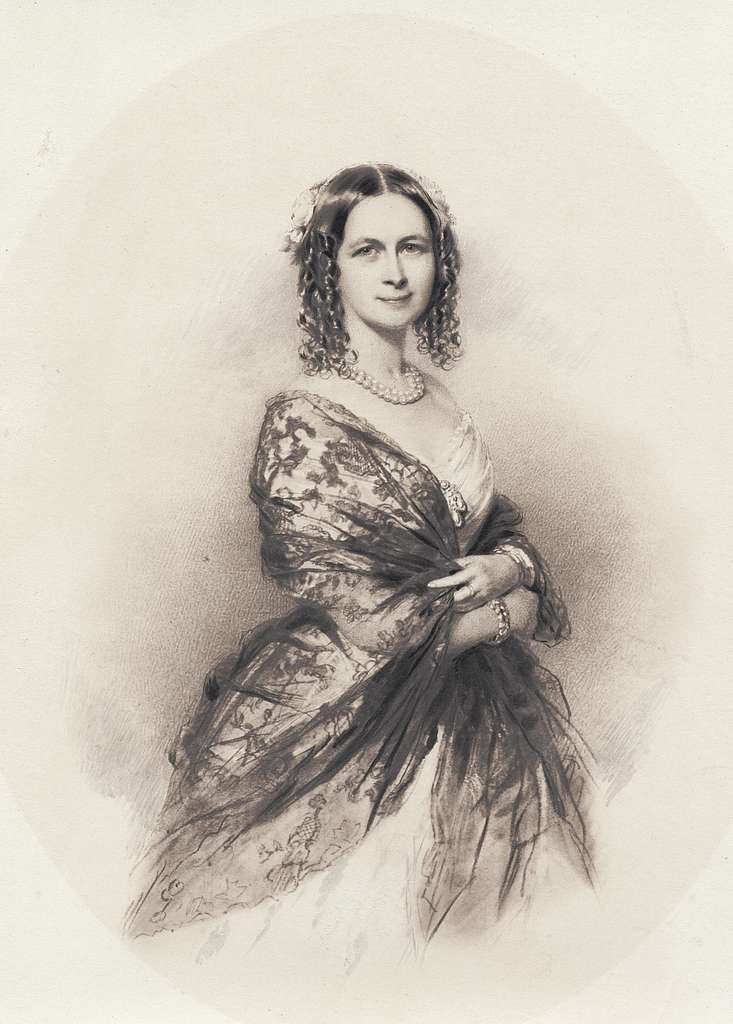
Jenny Lind dans les années 1840. Photographie retouchée sur papier salé / calotype, Musée nordique, Stockholm.

Entre septembre 1850 et mai 1851, elle fait une tournée exclusive de 93 concerts aux États-Unis, organisée par P. T. Barnum qui met l'accent sur sa moralité et son innocence juvénile pour promouvoir ses représentations . En février 1852, elle épouse le pianiste et chef d'orchestre Otto Goldschmidt (1829-1907), son accompagnateur et impresario à Boston. 
De retour en Europe, elle vit entre Dresde et Londres en donnant quelques concerts jusqu'en 1870. Elle est nommée professeur de chant au Royal College of Music en 1883. Elle meurt à  Wynd's Point dans le Worcestershire, le 2 novembre 1887. 

### Voix
Sa voix était claire et chaude, à l'aigu d'une rare limpidité mais au timbre inégal sur sa vaste étendue (atteignait sol5 mais forçait souvent l'ut5) ; elle avait une douceur mystérieuse et virtuose du bel canto, avait gagné le surnom de rossignol suédois. Toutefois Verdi juge sa personnalité insignifiante par rapport à la Patti. Mendelssohn, qui l'estimait particulièrement, écrivit pour elle Hear ye Israel dans l'oratorio Eliah.
D'après Berlioz : « Mlle Lind est une maîtresse femme, indépendamment de son immense talent ; talent réel et complet, talent d'or sans alliage ».

## Ses grands rôles

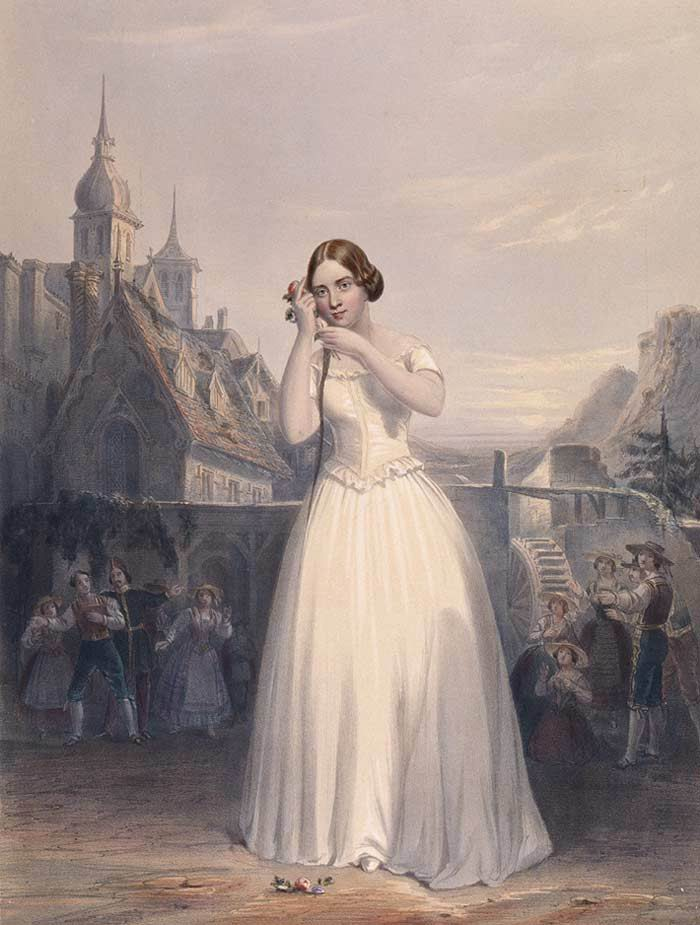
Jenny Lind dans La Sonnambula

- En 1838, elle fut remarquée dans son premier grand rôle : Agathe dans Der Freischütz de Carl Maria von Weber donné à l'Opéra royal de Stockholm
- Le 4 mai 1847, elle joua devant la Reine Victoria au Her Majesty's Theatre de Londres, le rôle d'Alice de l'opéra Robert le diable de Giacomo Meyerbeer.
- En juillet 1847, elle fut la première à interpréter toujours dans le même théâtre, le rôle d'Amalia dans I masnadieri écrit pour elle par  Giuseppe Verdi.
- En 1848, elle triomphe dans  le rôle de La Sonnambula de Vincenzo Bellini.

## Hommages
- Son portrait fut imprimé sur les billets de 50 couronnes suédoises.
- A Lady's Morals, film américain réalisé par Sidney Franklin en 1930 avec Grace Moore dans le rôle de Jenny Lind[3].
- Jenny Lind, film de 1932 réalisé par Arthur Robison avec Grace Moore dans le rôle de Jenny Lind[4]
- Jenny Lind (titre original : Die schwedische Nachtigall), film de 1941 réalisé par Peter Paul Brauer (de) avec Ilse Werner dans le rôle de Jenny Lind[5]
- En 2017, elle est interprétée par Rebecca Ferguson dans le film The Greatest Showman.